# Tony Leblanc
Tony Leblanc, pseudonimo di Ignacio Fernández Sánchez (Madrid, 7 maggio 1922 – Villaviciosa de Odón, 24 novembre 2012), è stato un attore e regista spagnolo.
Ha vinto il Premio Goya per il miglior attore non protagonista nel 1999 e il Premio Goya alla carriera nel 1994. 

## Filmografia

### Regista
- El pobre García (1961)
- Los pedigüeños (1961)
- Una isla con tomate (1962)

### Attore
Lista parziale.
- Il tiranno di Castiglia (Fuenteovejuna), regia di Antonio Román (1947)
- La corrida della morte (Currito de la Cruz), regia di Luis Lucia (1949)
- El hombre que se quiso matar, regia di Rafael Gil (1970)
- Torrente, el brazo tonto de la ley, regia di Santiago Segura (1998)
- Torrente 2: Misión en Marbella, regia di Santiago Segura (2001)
- Torrente 3: El protector, regia di Santiago Segura (2005)
- Cuéntame cómo pasó (2001-2008) - TV